# Hugo Flinn
Hugo (Hugh) Victor Flinn (irisch Aodh Ó Floinn; * 8. September 1879 in Peel, Isle of Man (nach anderen Angaben: Kinsale, County Cork); † 28. Januar 1943 in Cobh, County Cork) war ein irischer Unternehmer und Politiker der Fianna Fáil (FF), der zwischen 1927 und seinem Tode 1943 Mitglied des Dáil Éireann war, des Unterhauses des Parlaments (Oireachtas) der Republik Irland. Er bekleidete zudem zahlreiche Posten als Parlamentarischer Sekretär in verschiedenen Regierungen.

## Leben
Hugo (Hugh) Victor Flinn, eines von vier Kindern des Fischgroßhändlers Hugo (Hugh) Flinn und dessen Ehefrau Mary Kate Condren, besuchte nach der Grundschulen in Dungarvan und Kinsale das Mungret College in Limerick, wo der spätere Fine-Gael-Abgeordnete Eamonn O’Neill zu seinen Klassenkameraden gehörte. Sein älterer Bruder war Pater Joseph Flinn, SJ, Direktor der Pioneer Total Abstinence Association, und sein jüngerer Bruder Thomas Condren Flinn, Vorsitzender des Trade Loans Advisory Committee. Im Anschluss besuchte er zwischen 1892 und 1897 das Clongowes Wood College in Clane, an dem der spätere Abgeordnete und Justizminister James FitzGerald-Kenney zu seinen Schulfreunden gehörte. Ein darauf folgendes Studium der Elektrotechnik an der Royal University of Ireland (RUI) schloss er 1899 mit einem Bachelor of Engineering (BE) ab. Daraufhin zog er nach England und arbeitete als Elektroingenieur beim Liverpool Electricity Supply Board, den Elektrizitätswerken von Liverpool. Er engagierte sich in der Liverpool Engineering Society und begann sein politisches Engagement für irische Angelegenheiten, wofür er sich mit T. P. O’Connor verbündete, der von 1880 bis 1929 Mitglied des britischen House of Commons war.
1914 kehrte er ins County Cork zurück, um das väterliche Fischhandelsgeschäft zu übernehmen. Allerdings trat er nach Ausbruch des Ersten Weltkrieges in die British Army und leistete seinen Kriegsdienst im Royal Army Ordnance Corps (RAOC). 1918 wurde er mit seinem Ausscheiden aus dem aktiven Militärdienst zum Hauptmann (Captain) befördert. Nach dem Tode seines Vaters 1919 gab er das familiäre Fischhandelsgeschäft auf und machte sich als Inhaber eines Radiogeschäfts in Cork selbständig. Während des Irischen Unabhängigkeitskrieges (Januar 1919 bis Juli 1921) beschaffte er Waffen für die Irish Republican Army IRA (Irish Republican Army / Óglaigh na hÉireann), nahm aber nicht am Bürgerkrieg teil. Mitte der 1920er Jahre war er der Hauptvertreter der „Keine Einkommenssteuer“-Bewegung (No Income Tax-Movement), die behauptete, dass die industrielle Wiederbelebung eintreten würde, wenn Privatunternehmen von der Last der Einkommenssteuer befreit würden.
Flinn kandidierte für die Fianna Fáil (FF) im Wahlkreis Cork Borough bei den Wahlen am 15. September 1927 erstmals für ein Mandat im Dáil Éireann, des Unterhauses des Parlaments (Oireachtas) der Republik Irland, und wurde mit 1.236 Stimmen (2,77 Prozent) zum Abgeordneten (Teachta Dála) gewählt. Er gehörte dem Dáil Éireann als Vertreter des Wahlkreises Cork Borough nach seinen Wiederwahlen am 16. Februar 1932, 24. Januar 1933, 1. Juli 1937 und 17. Juni 1938 bis zu seinem Tode am 28. Januar 1943 an.
Am 10. März 1932 in der dritten Regierung De Valera sein erstes Regierungsamt und fungierte bis zum 7. Februar 1933 als Parlamentarischer Sekretär beim Finanzminister. Das Amt als Parlamentarischer Sekretär beim Finanzminister bekleidete er im Anschluss vom 8. Februar 1933 bis zum 21. Juli 1937 auch in der vierten Regierung De Valera. In der darauf folgenden fünften Regierung De Valera, der letzten Regierung des Irischen Freistaates, übte er vom 21. Juli bis zum 29. Dezember 1937 abermals die Funktionen als Parlamentarischer Sekretär beim Finanzminister aus. Nachdem der bisherige Präsident des Exekutivrates Éamon de Valera am 29. Dezember 1937 als Premierminister (Taoiseach) seine sechste Regierung gebildet hatte, die zugleich die erste Regierung der nunmehrigen Republik Irland war, blieb er vom 29. Dezember 1937 bis zum 30. Juni 1938 weiterhin Parlamentarischer Sekretär beim Finanzminister.
Am 30. Juni 1938 wurde Hugo Flinn in der siebten Regierung De Valera wieder Parlamentarischer Sekretär beim Finanzminister und hatte dieses Amt bis zu seinem Tode am 28. Januar 1943 inne. Zugleich übernahm er am 12. September 1941 auch den Posten als Parlamentarischer Sekretär beim  Minister für lokale Verwaltung und Gesundheit und übte auch dieses Amt bis zu seinem Tode am 28. Januar 1943 aus. Er wurde innerhalb der Kriegsregierung während des Zweiten Weltkrieges 1940 auch Kontrolleur für Treibstoffe und war als solcher mit der Aufgabe betraut, genügend Brennstoff zu produzieren, um die bisher importierten zwei Millionen Tonnen Kohle zu ersetzen. Flinns Kriegsarbeit war der Schlüssel zum Überleben des Staates und eng mit dem Beitrag von Seán Lemass und John Leydon. Ee war zudem in starker politischer Unterstützer von Todd Andrews, der Direktor der 1933 gegründeten Torfentwicklungsbehörde (Turf Development Board Ltd) war, aus der 1946 die Torfbehörde (Bord na Móna) hervorging.
Aus seiner 1921 mit Monica Marble Wilson gingen zwei Söhne vor. Sein Sohn Hugh (Hugo) V. Flinn war ein bekannter Bauingenieur und Geschäftsmann.

## Veröffentlichung
- The coalfields and other industrial resources of Ireland, 1901